# Petrel (cohete)

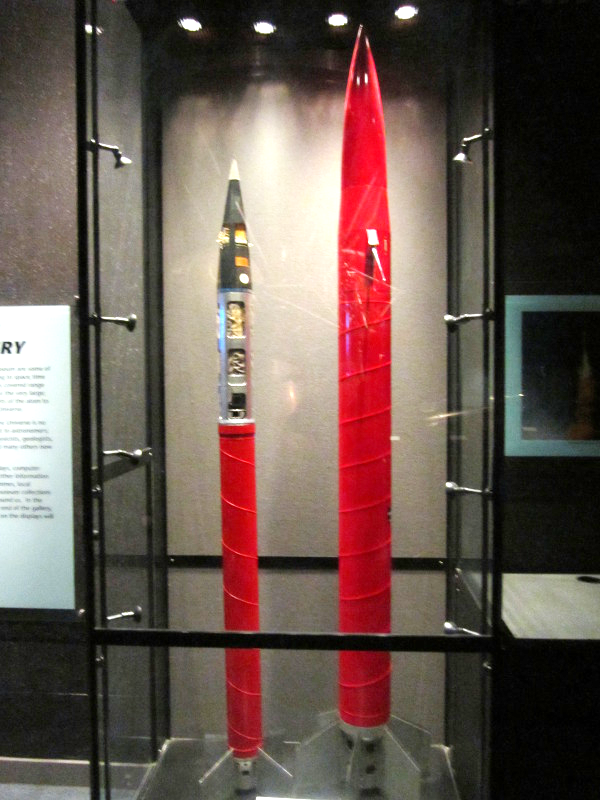
Cohete Petrel a la derecha, y un cohete Skua a la izquierda.

Petrel fue un cohete sonda de dos etapas del Reino Unido, construido por Bristol Aerojet con las mismas técnicas que el Skua. Estuvo en activo entre 1967 y 1982, lanzándose 240 unidades desde diferentes partes del mundo.
Se construyeron dos variantes: Petrel 1, la versión básica, y Petrel 2, una versión mejorada y con más impulso.

## Especificaciones

### Petrel 1
- Carga útil: 18 kg
- Apogeo: 140 km
- Empuje en despegue: 20 kN
- Masa total: 130 kg
- Diámetro: 0,19 m
- Longitud total: 3,34 m

### Petrel 2
- Carga útil: 18 kg
- Apogeo: 175 km
- Empuje en despegue: 27 kN
- Masa total: 160 kg
- Diámetro: 0,19 m
- Longitud total: 3,7 m